# Annelies Balhan
Johanna Elisabeth Balhan (Ede, 27 mei 1948) is een Nederlandse danseres en actrice.
Balhan volgde een klassieke dansopleiding en speelde daarna rollen in verschillende musicals waaronder Sweet Charity in 1968 en Amerika, Amerika in 1972. Tevens werkte ze als actrice in vooral blijspelen en lang een contract bij het Theater van de Lach van John Lanting tussen 1973 en 1980. Ook speelde ze rollen in televisieseries als Waaldrecht, Klaverweide en Prettig geregeld en werd ze bekend als vaste assistente van Ted de Braak in diens Tedshow. In de jaren negentig speelt ze de rol van Linda in de televisieserie Tax Free van René Sleeswijk en in 1994 speelde ze de rol van Marja Ducroo in de soapserie Goede tijden, slechte tijden. Balhan sprak ook de rol van Doortje in voor de Nederlandse versie van De tovenaar van Oz.